# Wausaukee
Wausaukee és una població dels Estats Units a l'estat de Wisconsin. Segons el cens del 2000 tenia 1.196 habitants.

## Demografia
Segons el cens del 2000, Wausaukee tenia 572 habitants, 251 habitatges, i 150 famílies. La densitat de població era de 155,5 habitants per km².
Dels 251 habitatges en un 28,7% hi vivien nens de menys de 18 anys, en un 43% hi vivien parelles casades, en un 13,5% dones solteres, i en un 40,2% no eren unitats familiars. En el 35,9% dels habitatges hi vivien persones soles el 20,3% de les quals corresponia a persones de 65 anys o més que vivien soles. El nombre mitjà de persones vivint en cada habitatge era de 2,27 i el nombre mitjà de persones que vivien en cada família era de 2,97.
Per edats la població es repartia de la següent manera: un 26,2% tenia menys de 18 anys, un 7,2% entre 18 i 24, un 22,9% entre 25 i 44, un 21,9% de 45 a 60 i un 21,9% 65 anys o més.
L'edat mediana era de 40 anys. Per cada 100 dones de 18 o més anys hi havia 75,8 homes.
La renda mediana per habitatge era de 25.313 $ i la renda mediana per família de 35.833 $. Els homes tenien una renda mediana de 30.313 $ mentre que les dones 20.417 $. La renda per capita de la població era de 13.098 $. Aproximadament el 17,5% de les famílies i el 23% de la població estaven per davall del llindar de pobresa.

## Poblacions més properes
El següent diagrama mostra les poblacions més properes.